# Al-Tira (Haifa)
al-Tira (in arabo الطيرة‎?), chiamata anche Tirat al-Lawz o "Tira delle mandorle" per distinguerla dalle altre al-Tira ) era un villaggio palestinese situata a 7 chilometri a sud di Haifa. Era composto da cinque khirbet, tra cui Khirbat al-Dayr dove si trovano le rovine del monastero di San Brocardus e un complesso di grotte con tunnel a volta.

## Storia
I crociati chiamavano al-Tira San Yohan da Tyre, e nel XIII secolo il villaggio aveva un'abbazia greco-ortodossa dedicata a San Giovanni Battista. Nel 1283 fu menzionato come parte del dominio dei crociati, secondo l'hudna tra i crociati e il sultano mamelucco Qalawun.

### Era ottomana
Nel 987 H. si registrò che Assaf, il sanjak-bey di al-Lajjun, costruì una moschea nel villaggio.
Nel 1596, al-Tira era un villaggio con una popolazione di 52 famiglie musulmane, circa 286 persone, sotto la giurisdizione amministrativa del nahiya ("sottodistretto") di Shafa, parte del Sanjak Lajjun dell'Impero ottomano. Gli abitanti del villaggio pagavano un'aliquota d'imposta fissa del 25% alle autorità per grano, capre, alveari e vigneti; un totale di 26.000 Akçe.
Nel 1799 apparve sotto il nome di El Koneiceh sulla mappa che Pierre Jacotin compilò quell'anno, sebbene fosse segnata in una posizione diversa.
Victor Guérin visitò il villaggio nel 1870:
(Guérin 1875, pp. 282-283.)
Dopo la pesante coscrizione imposta dagli Ottomani nel 1872, ci fu un declino della prosperità del villaggio, ma successivamente si riprese.
Un censimento del 1887 circa mostrava che il villaggio aveva circa 2 555 abitanti; tutti i musulmani.

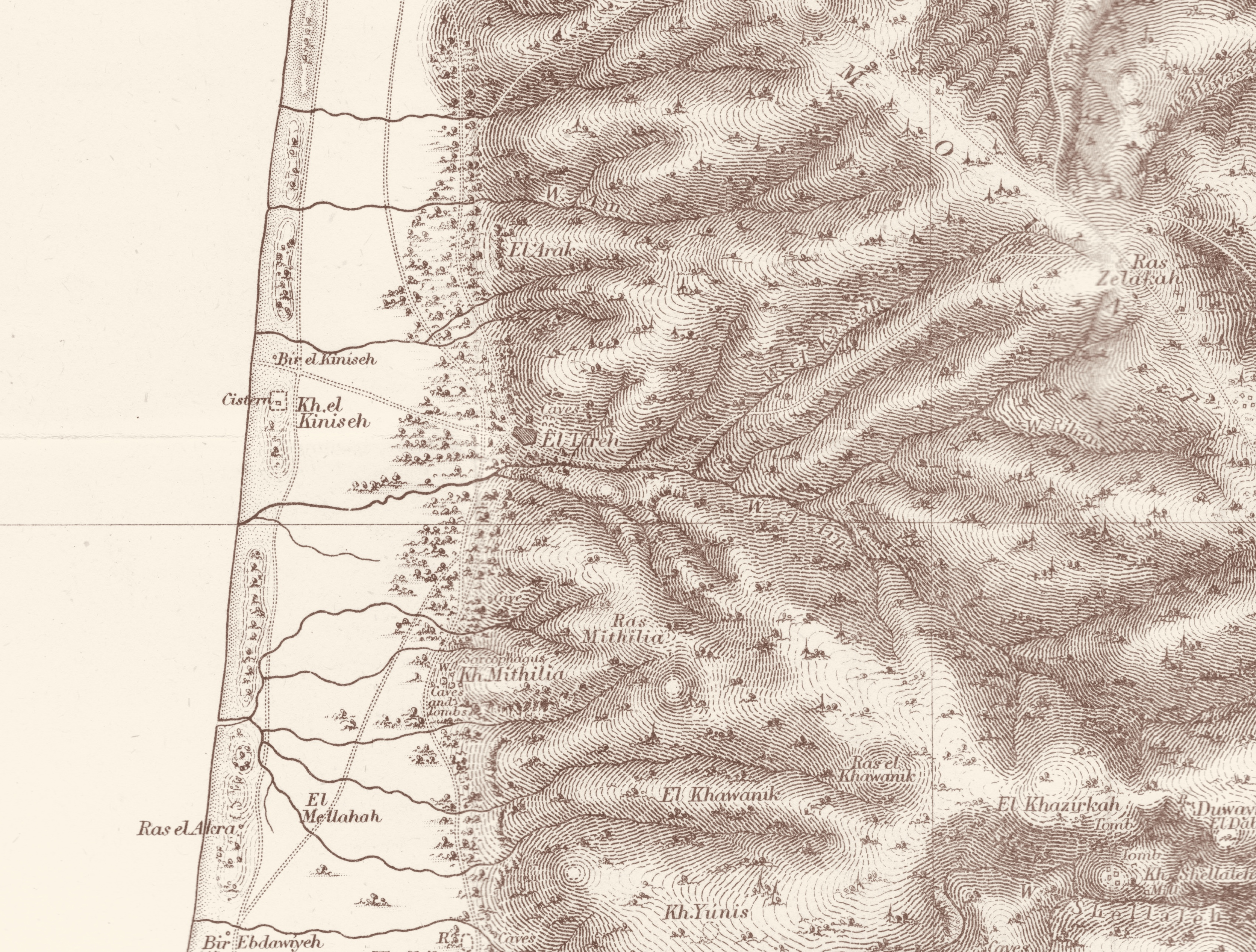
Mappa del 1875.
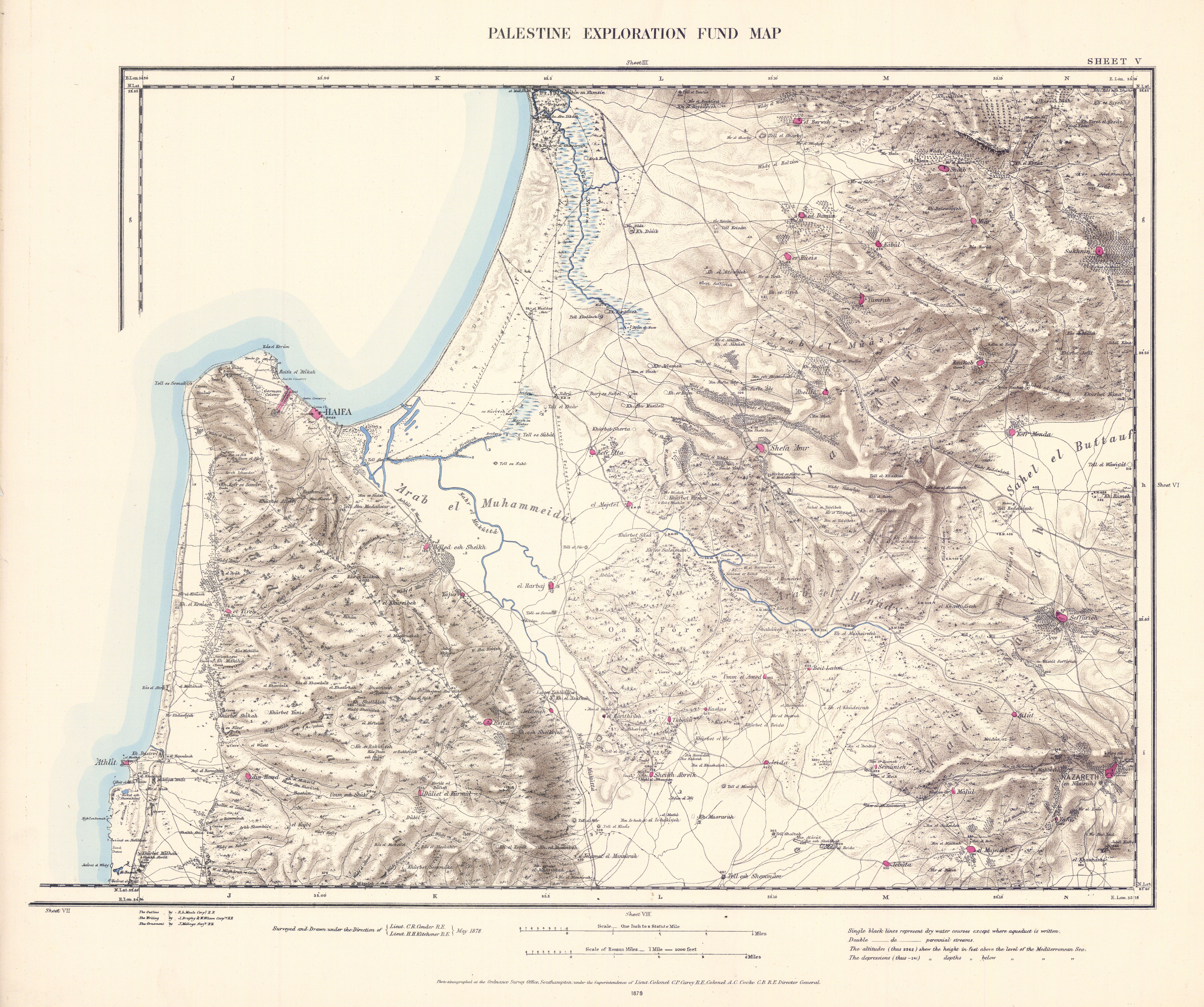
Mappa del 1880.
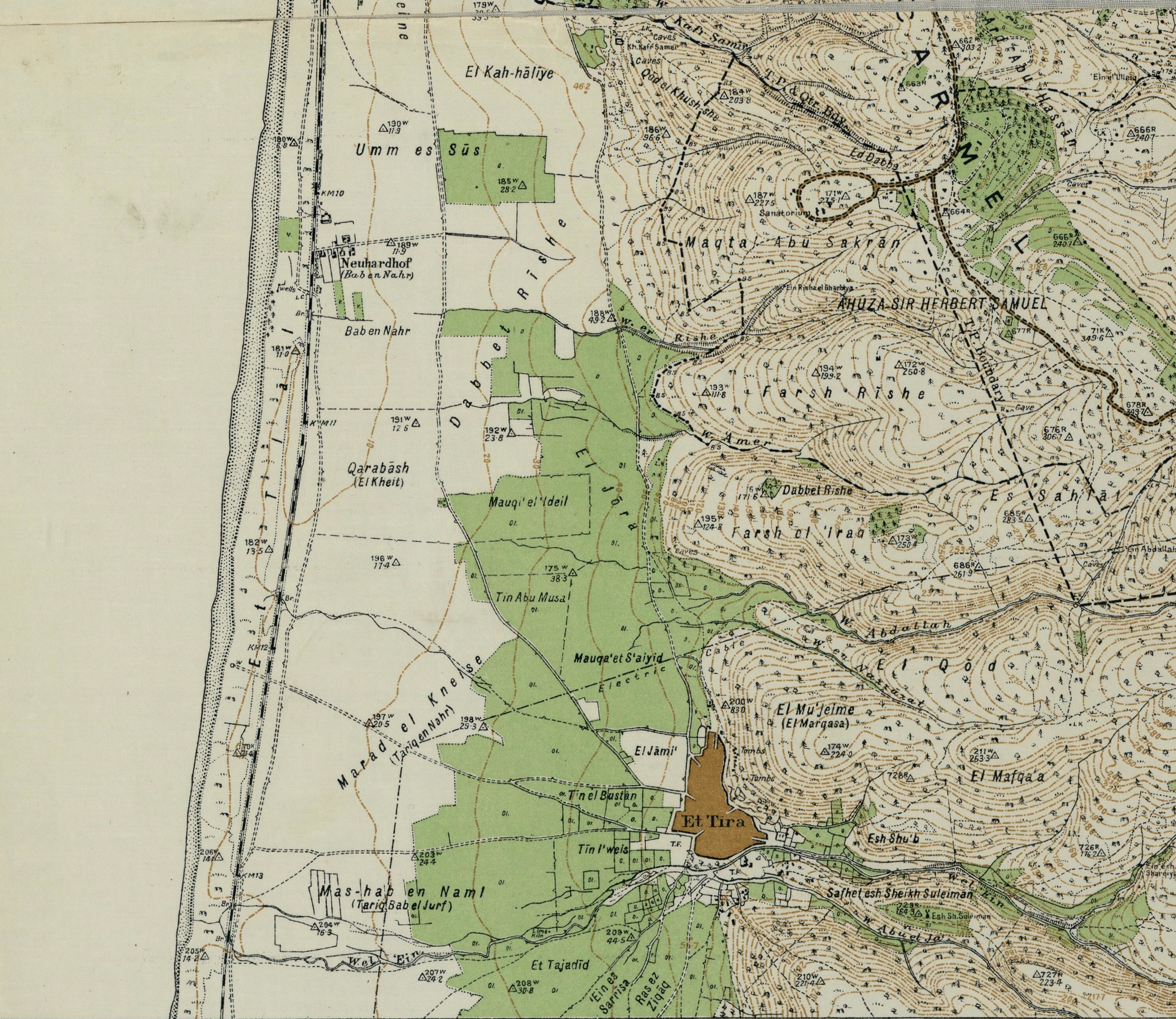
Mappa del 1932.
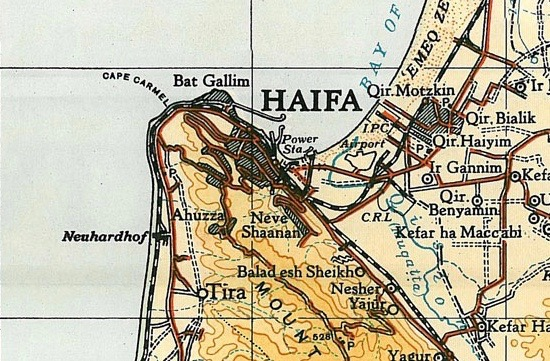
Mappa del 1945.

### Era del mandato britannico
Nel censimento della Palestina del 1922, condotto dalle autorità del mandato britannico, Tireh aveva una popolazione di 2 346 abitanti, con 2.336 musulmani, 1 ebreo e 9 cristiani di cui 8 ortodossi e 1 cattolico romano. La popolazione era aumentata nel censimento del 1931 a 3 191 abitanti, con 3173 musulmani, 17 cristiani, 1 druso divisi in 624 case.
Nel 1943, al-Tira produceva più olive e olio di qualsiasi altro villaggio nel distretto di Haifa. L'abbondanza di mandorli ad al-Tira diede origine al soprannome del villaggio, Tirat al-Lawz ("Tira delle mandorle"). Nel 1945, i suoi 5240 musulmani e 30 cristiani condividevano due scuole elementari, una per ragazzi e l'altra per ragazze. La sua economia era basata sulla coltivazione di cereali, ortaggi e frutta, irrigata con le sorgenti naturali del villaggio.
Secondo le statistiche del 1945, al-Tira aveva una popolazione di 5 270 abitanti, con 30 cristiani e 5240 musulmani, e una superficie totale di 45262 dunam. Di questi, gli arabi ne usavano 16219 per i cereali; 3543 dunam furono irrigati o utilizzati per i frutteti, mentre un totale di 901 dunam erano terreni edificati (urbani).

### Massacro e depopolazione
Nella notte tra il 21 e il 22 aprile 1948, Tira subì un'incursione dei paramilitari ebraici dell'Haganah. "per impedire che venisse fornita assistenza agli arabi di Haifa", secondo un rapporto britannico. Secondo fonti militari dell'haganah, ciò causò l'evacuazione di alcune donne e bambini del villaggio.
All'alba del 25 aprile 1948, l'Haganah colpì Tira con i mortai e nelle prime ore del 26 aprile lanciò un violento attacco al villaggio, con l'apparente scopo di conquistarlo, utilizzando mortai e mitragliatrici. Una compagnia di fanteria raggiunse la periferia orientale del villaggio e conquistò posizioni sulle pendici del monte Carmelo che sovrastano il villaggio, ma fu apparentemente bloccata dal fuoco delle unità britanniche. La popolazione non combattente del villaggio fu quindi evacuata dagli inglesi, lasciando diverse centinaia di uomini armati a difenderla. A luglio, il villaggio fu conquistato dalle forze israeliane.
Dopo la guerra, l'area fu incorporata nello Stato di Israele. Tira fu ripopolata per la prima volta con immigrati ebrei nel febbraio 1949 e ad aprile aveva una popolazione di 2 000 abitanti. Molti dei profughi di Tira sono fuggiti in Giordania, stabilendosi principalmente a Irbid.
Nel 1992, lo storico palestinese Walid Khalidi descrisse i resti del villaggio nel 1992, osservando che parte del sito del villaggio era stata inglobata dalla città di Tirat Carmel:
Al-Tira aveva due moschee, chiamate la Vecchia e la Nuova. La vecchia moschea era originariamente una chiesa ed era già inutilizzata nel 1932. La nuova moschea sembra essere ancora in piedi, ma ora è stata trasformata in una sinagoga. L'età della Nuova Moschea non è certa; Pringle afferma che si tratti della moschea costruita da Assaf nel 1579. Tuttavia, Petersen, che l'ha ispezionata nel 1994, riferisce che un'iscrizione posta in una rientranza ad arco vicino alla porta di quella che era l'ingresso della sala di preghiera registra, in naskh, la costruzione della moschea di Ishaq ibn Amir nell'anno 687 H.

Nel 2011 sono stati pubblicati quattro libri sulla storia del villaggio palestinese.

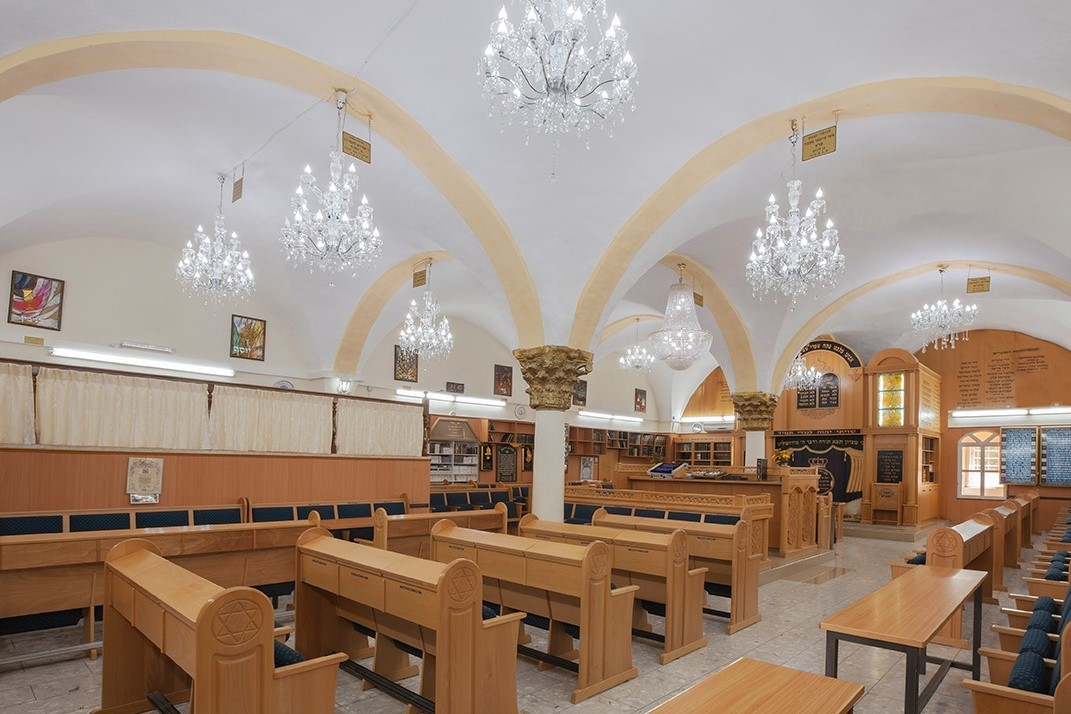
Ex moschea di al-Tira, convertita in sinangoga.
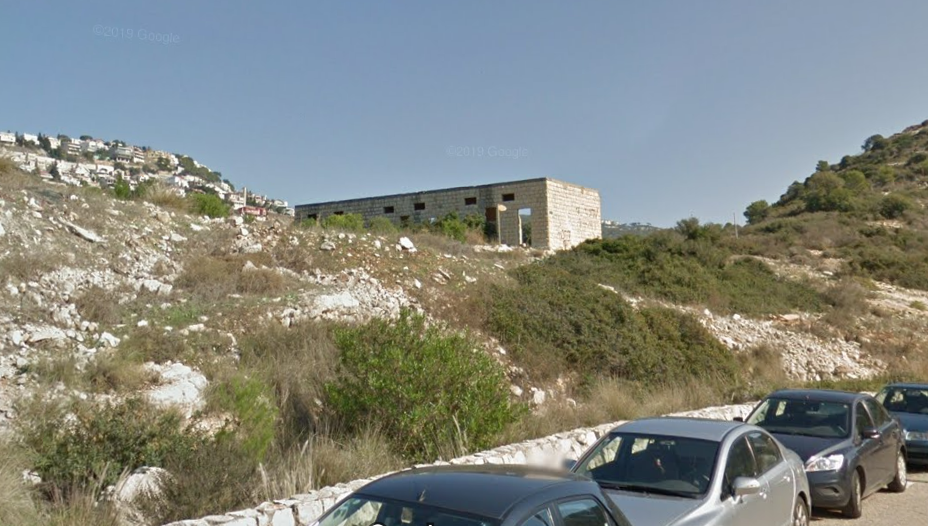
Edificio di una vecchia scuola ad al-Tira, Haifa.
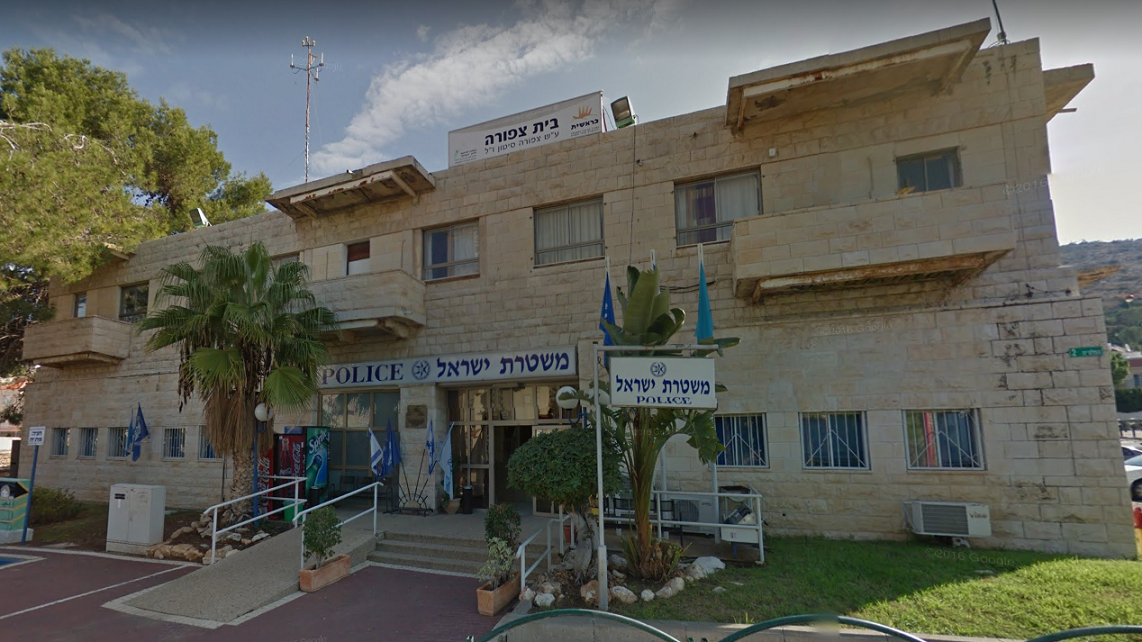
Stazione della polizia ad al-Tira, Haifa.